# Ashton Gate Stadium
L'Ashton Gate Stadium est un stade de football localisé à Bristol, en Angleterre.
C'est l'enceinte du club de football Bristol City et du club de rugby Bristol Bears.

## Histoire
Ce stade de 27 500 places assises est inauguré en 1887.
Deux matches internationaux de rugby à XV y sont disputés. Le 18 janvier 1908, l'Angleterre reçoit le pays de Galles dans le cadre du Tournoi britannique de rugby à XV 1908. À la fin du même siècle, le 3 octobre 1999 les  All Blacks néo-zélandais rencontrent les Tongiens pour un match du groupe B de la Coupe du monde de rugby à XV 1999 organisée par le pays de Galles au Royaume uni, en république d'Irlande et en France.
Le 17 octobre 2020, le stade accueille la finale de la Coupe d'Europe de rugby à XV opposant les Exeter Chiefs et le Racing 92.